# Minoru Shiraishi
Minoru Shiraishi (白石 稔?, Shiraishi Minoru; Kawanoe, 18 ottobre 1978) è un doppiatore, conduttore radiofonico e cantante giapponese, in precedenza membro delle agenzie I'm Enterprise e Pro-Fit.

## Biografia

### Carriera come doppiatore e conduttore radiofonico
Il suo primo ruolo come doppiatore è quello di Anish Roffman nel videogioco Mobile Suit Gundam: Lost War Chronicles (2002), mentre il suo primo rolo in un anime è quello di Takeshi Saehara in D•N•Angel. Minoru è principalmente noto per aver interpretato Taniguchi in La malinconia di Haruhi Suzumiya (2006) e sé stesso in Lucky Star (2007). Nel 2007 la rivista Newtype Anime lo inserì nella classifica dei 10 migliori personaggi maschili, e fu l'unico personaggio "reale" nella classifica. Riprese il ruolo di sé stesso nell'anime KIDDY GiRL-AND, precisamente nell'episodio 6, dove faceva il doppiatore in un café. Successivamente interpretò vari personaggi in molte serie anime, videogiochi, Drama-CD e programmi radiofonici (alcuni dei quali interamente dedicati a lui).

### Carriera come cantante
Minoru cominciò la sua attività come cantante nel 2007, registrando alcuni brani per diverse character songs basate sul cast di Lucky Star. Negli anni successivi cantò in vari altri singoli di questo tipo, legati ad altre serie anime per cui interpretò un personaggio, come Ga-Rei, La malinconia di Haruhi Suzumiya, KIDDY GiRL-AND e Nichijou. Sottoscrisse poi un contratto con l'etichetta Lantis, grazie al quale registrò e pubblicò l'EP Dashichaimashita il 9 febbraio 2011.

## Vita privata
Si è sposato il 9 agosto 2011, ma ha deciso di mantenere anonima l'identità della moglie.

## Ruoli
In grassetto sono indicati i ruoli importanti.

### Anime
2003
- D•N•Angel (Takeshi Saehara)

2004
- Area 88 (operatore)
- Sōkyū no Fafner: Dead Aggressor (Kenji Kondō)

2005
- Bobobo-bo Bo-bobo (Super Rabbit, Chikuwan)
- Negima (Seruhiko-sensei)
- Shuffle! (Sue Nakabayashi)

2006
- La malinconia di Haruhi Suzumiya (Taniguchi)

2007
- Gakuen Utopia Manabi Straight! (Joven)
- Lucky Star (sé stesso, uomo -ep 9-, studente -ep 10-, impiegato B -ep 10, 12-, partecipante B -ep 12-, reporter TV -ep 12-, voce nel videogioco -ep 14-, impiegato -ep 16-, voce in TV -ep 16-)

2008
- Clannad (studente -ep 1-, guardia del corpo -ep 9-, direttore del negozio di musica -ep 13-, membro della squadra di pallacanestro -ep 16, membro della squadra di baseball -ep 18-, reporter TV -ep 19-, cliente -ep 23-)
- Hell Girl (Washizu Takateru)
- Noramimi (Handa)
- Yozakura Quartet (impiegato -ep 4-)

2009
- Clannad After Story (membro del team di calcio -ep 4-, delinquente -ep 7-8-, impiegato -ep 10-11, 15-, studente -ep 23-)
- KIDDY GiRL-AND (Mi Nourose, Mistral, Typhon, sé stesso -ep 6-, Triumph -ep 7, 9-)
- Princess Lover! (Haruhiko Nezu)
- Saki (commentatore)

2010
- K-On!! (giornalista -ep 23-)
- Ōkami kakushi (Muneyoshi Ogasawara)
- Seitokai yakuindomo (Kenji Yanagimoto, Furge -ep 13-, Babbo Natale -ep 11-)

2011
- Fractale (Gowan -ep 9-11-)
- Hen Zemi (Yesterday Taguchi)
- Kyōkaisen-jō no Horizon (Ginji Ohiroshiki)
- Nichijou (Sakamoto)
- Steins;Gate (4 °C -ep 17-)

2019
- Arifureta shokugyō de sekai saikyō (Daisuke Hiyama)

### Film d'animazione
2009
- Munto (Guridori)

2010
- Broken Blade (Nair Stryze)
- Sōkyū no Fafner: Dead Aggressor - Heaven and Earth (Kenji Kondō)
- Suzumiya Haruhi no shōshitsu (Taniguchi)

### ONA
2009
- La malinconia di Haruhi-chan Suzumiya (Taniguchi, Kimidori)
- Nyorōn Churuya-san (Taniguchi, Kimidori)

### Videogiochi
2002
- Mobile Suit Gundam: Lost War Chronicles (Anish Roffman)

2003
- D•N•Angel: Kurenai no Tsubasa (Takeshi Saehara)

2004
- Tales of Rebirth (Hack)

2005
- Blue Flow (Jerid = Tsar)
- Gundam Battle Tactics (Anish Roffman)
- Mobile Suit Gundam 0079: Card Builder (Anish Roffman)
- Sōkyū no Fafner (Kenji Kondou)
- Tales of the Abyss (Hyman)

2006
- Ace Combat: The Belkan War (soldati Belka)
- Final Fantasy XII (truppe imperiali)

2007
- Lucky Star no Mori (sé stesso)
- SD Gundam G Generation (Anish Roffman)
- Spectral Gene (Campanula)
- Suzumiya Haruhi no Yakusoku (Taniguchi)

2008
- Asaki, Yumemishi (Fuuki)
- Lucky☆Star: Ryōō Gakuen Ōtōsai (sé stesso)
- Suzumiya Haruhi no Tomadoi (Taniguchi)

2009
- Lucky Star: Net Idol Meister (sé stesso)
- Ōkami Kakushi (Muneyoshi Ogasawara)
- Onegai Naisho Shitene SS (Hebita)
- Steins;Gate (Shido)
- Suzumiya Haruhi no Chokuretsu (Taniguchi)
- Suzumiya Haruhi no Gekidou (poliziotto)
- Suzumiya Haruhi no Heiretsu (Taniguchi)

2010
- Koiken! Second Stage (Shuzo Tsurumaki)
- Lucky Star: Ryōō Gakuen Ōtōsai Portable (sé stesso)
- Maou-sama wa Joshi Kōsei!? (Rikito Hebita)
- Onegai Naisho ni Shite ne Kiss (Rikito Hebita)
- Princess Lover!: Eternal Love For My Lady (Haruhiko Nezu)

2011
- Nichijou: Uchuujin (Sakamoto)
- Steins;Gate: My Darling's Embrace (Shido)
- Suzumiya Haruhi-chan no Mahjong (Taniguchi, Kimidori)
- Suzumiya Haruhi-chan no Tsuisou (Taniguchi)

2013
- Phantom Breaker: Battle Grounds (Kurosawa)

2014
- Granblue Fantasy (Lowain)

2017
- Shin Megami Tensei: Strange Journey Redux (MacCleary)

2020
- Granblue Fantasy: Versus (Lowain)

2023
- Granblue Fantasy: Versus Rising (Lowain)

### Drama-CD
2003
- D•N•Angel CD Drama 1 "Cute" (Takeshi Saehara)
- D•N•Angel CD Drama 2 "Sweet" (Takeshi Saehara)

2005
- Sōkyū no Fafner Drama CD Vol.1 STAND BY ME (Kenji Kondō)

2006
- Sōkyū no Fafner Drama CD Vol.2 GONE/ARRIVE (Kenji Kondō)

2007
- GUNSLINGER GIRL SONORO "Kabe no Mukou, Sekai no Hate" (Alessandro)
- Suzumiya Haruhi no Yūutsu Drama CD: Sound Around (Taniguchi)

2008
- Metal Slader Glory (Gen Lunkle)

2010
- Hoshi no Samidare Drama CD (Mikasuki Shinonome)

### Radio
- Lucky☆Channel (Radio Kansai, Lantis web radio; 5 gennaio - 28 settembre 2007)
- Lucky☆Channel -Ryouou Gakuen Hokago no Tsukue- (Radio Kansai, Lantis web radio; 5 ottobre - 28 dicembre 2007)
- Shin Lucky☆Channel (Radio Kansai, Lantis web radio; 4 gennaio - 28 marzo 2008)
- Ganso Lucky☆Channel (Radio Kansai, Lantis web radio; 4 aprile - 27 giugno 2008)
- SMGTV -Shiraishi Minoru no Genki ni Naru TV- (Onsen Radio; 25 luglio - 31 ottobre 2008)
- Ga-Rei: Zero Cho Shizen Saigai Radio Taisakushitsu (Lantis web radio; 18 ottobre 2008 - 27 giugno 2009)
- Sora Age Radio (Lantis web radio; 21 febbraio - 25 luglio 2009)
- Radio "KIDDY GiRL-AND" GTO Kissashitsu "Tatchi&Go" (Lantis web radio; 13 novembre 2009 - 26 marzo 2010)
- Shiraishi Minoru no Gachimuchi Radio (Lantis web radio; giugno 2010)
- Nichijou no Radio (Lantis web radio; febbraio 2011)
- Hen Rabo (Animate TV; marzo 2011)

## Discografia
EP
- Dashichaimashita (2011)

Character songs
- Radio Lucky Channel Opening Theme: Aimai Net Darling (2007)
- Motteke! Sailor Fuku Re-mix 001 (2007)
- Shiraishi Minoru no Otoko no Lullaby (2007)
- Lucky Star Re-Mix002 (2007)
- Lucky Star Character Song Vol. 012 - Yui Narumi & Nanako Kuroi (2007)
- Lucky☆Star Music Fair (2008)
- Ga-rei Zero: Character Song Vol. 3 - Kazuki Sakuraba & Noriyuki Iizuna (2009)
- Suzumiya Haruhi no Yūutsu Character Song Vol. 7 - Taniguchi (2009)
- KIDDY GiRL-AND Character Song Vol. 4 - Alisa & Belle & Mi Nourose (2010)
- Nichijou Character Song Vol.1 (2011)
- Nichijou Character Song Vol.3 - "Sakamoto-san no Nya to Iutodemo Omotta ka" (2011)